# AmigaGuide
AmigaGuide ist ein Hypertext-Dateiformat, das von Commodore speziell für den Einsatz auf Amiga-Computern entwickelt und erstmals mit AmigaOS Version 2.0 eingeführt wurde. Die Dateien basieren auf reinem ASCII, wodurch sie mit jedem Standard-Texteditor erstellt und bearbeitet werden können. Die gängige Dateinamenserweiterung für AmigaGuide-Dateien lautet .guide. Ab der Version 3.0 von AmigaOS ermöglichte MultiView in Kombination mit dem DataTypes-System das Laden und Anzeigen von AmigaGuide-Dateien.
AmigaGuide-Dateien sind strukturell ähnlich zu Texinfo-Dateien und wurden vor allem als Hilfedokumentationen für Anwendungen verwendet. Ein besonderes Merkmal ist die Möglichkeit, Hyperlinks zu integrieren, was sie besonders für interaktive Hilfesysteme prädestinierte. Diese Eigenschaften ähneln dem später entwickelten Microsoft-Hilfeformaten und deren Benutzeroberflächen.

## Anzeigeprogramme
- AmigaOS – AmigaGuide 34
- Java – JAGUaR (ZIP; 34 kB)
- DOS – AGView
- Windows – WinGuide
- Linux – AGReader
- Windows und Linux – AGR Amiga Guide Reader – http://amiga.rules.no/agr/